# Freckenham
Freckenham – wieś w Anglii, w hrabstwie Suffolk, w dystrykcie West Suffolk. Leży 57 km na północny zachód od miasta Ipswich i 98 km na północny wschód od Londynu. Miejscowość liczy 270 mieszkańców.